# Лаксман Лондхе
Лаксман Лондхе (Маратхі: लक्ष्मण लोंढे 13 жовтня 1944 — 6 серпня 2015) — видатний індійський письменник-романіст та автор книжок науково-фантастичного жанру в Маратхі.
Він, разом з групою письменників, популярність яких зростає, включаючи Бала Фондке, Ніранджана Гхате, Джаянта Нарлікара, та декількох інших, був частиною сучасного літературного руху в Маратхі в кінці 70-х років за популяризацію науки.
Лондхе був автором численних томів наукової фантастики, таких як «Другий Ейнштейн», «Дистанційне керування», «Далекий горизонт». Він також написав велику кількість коментарів щодо соціальних питань, у назвах яких часто використовувалось його ім'я. Також він написав декілька новел, наприклад «Конфлікт». Разом із Чінтамані Демшуком, він був автором широковідомої новели «Devansi jive marile».
Він також перетворив декілька своїх історій у п'єси та телесеріали. Багато його оповідань були перекладені, включаючи титульне оповідання з «Другого Ейнштейна», який увійшов до антології декількох збірок, таких як «Дорога до наукової фантастики 6: Навколо світу»(1989) Джеймса Ганна та «Це трапилось завтра» (1993) Дж. Нарлікара. Історія розповідає про видатного вченого, який помирає від раку легень перш, ніж закінчити важливу теорію, і як його мозок був збережений лікарями у Всеіндійському Інституті Медичних Наук.

## Нагороди
Лодхе був нагороджений урядом Махараштри нагородою «Неперевершений літературний твір». У 2005 році він отримав нагороду від літературної асоціації Відарбхи.